# حسن‌آباد کورین
حسن‌آباد کورین روستایی در دهستان کورین بخش کورین شهرستان زاهدان استان سیستان و بلوچستان ایران است.

## جمعیت
بر پایه سرشماری عمومی نفوس و مسکن در سال ۱۳۹۵ جمعیت این روستا ۴۷۲ نفر (۱۰۳خانوار) بوده‌است.